# NGC 3029
NGC 3029 este o intermediate spiral galaxy⁠(d) situată în constelația Sextantul. A fost descoperită în 8 februarie 1886 de către Lewis A. Swift. Se află la o distanță de 78,7 de megaparseci de Pământ.